# Соња Живановић
Соња Живановић (Београд, 29. мај 1981) српска је глумица.

## Биографија
Завршила је Математичку гимназију и Факултет драмских уметности. На почетку своје глумачке каријере играла је у Београдском драмском позоришту. Током припреме за представу ишла је на часове плеса, потом је са својим партнером тангом почела да се бави из хобија.
Касније су основали своју школу и постали инструктори танга.
Соња је била задужена за кореографију у представи Танго у Атељеу 212.

## Улоге

### Позоришне представе
| Наслов                      | Улога                                                 | Редитељ        | Позориште                    | Премијера         |
| --------------------------- | ----------------------------------------------------- | -------------- | ---------------------------- | ----------------- |
| Делиријум тременс           | Лекарка, тек на почетку каријере (од сезоне 2008/09.) | Горан Марковић | Београдско драмско позориште | 25. април 2005.   |
| Мала трилогија смрти        | Снежана                                               | Небојша Брадић | Београдско драмско позориште | 25. август 2005.  |
| Лет изнад кукавичјег гнезда | Сандра (од сезоне 2008/09.)                           | Жанко Томић    | Београдско драмско позориште | 5. новембар 2005. |
| Дисхармонија                | Проститутка II                                        | Небојша Брадић | Београдско драмско позориште | 28. фебруар 2007. |
| Жена бомба                  |                                                       | Бојан Ђорђев   | Београдско драмско позориште | 29. јануар 2008.  |

### Филмографија
|                   | 2000▼ | 2010▼ | 2020▼ | Укупно |
| ----------------- | ----- | ----- | ----- | ------ |
| Дугометражни филм | 0     | 1     | 0     | 1      |
| ТВ филм           | 0     | 0     | 0     | 0      |
| ТВ серија         | 3     | 6     | 1     | 10     |
| Кратки филм       | 1     | 0     | 0     | 1      |
| Укупно            | 4     | 7     | 1     | 12     |

| Год.    | Назив                               | Улога               |
| ------- | ----------------------------------- | ------------------- |
| 2000-е▲ |                                     |                     |
| 2003.   | Baby (кратки филм)                  |                     |
| 2008.   | Мој рођак са села (серија)          | Зорица              |
| 2008.   | Верујте, али не претерујте (серија) |                     |
| 2009.   | Мансарда (серија)                   |                     |
| 2010-е▲ |                                     |                     |
| 2010.   | Бела лађа (серија)                  | Комшиница           |
| 2010.   | Грех њене мајке (серија)            | Станојка            |
| 2010.   | Монтевидео, Бог те видео!           | Хазенашица Дубравка |
| 2012.   | Монтевидео, Бог те видео! (серија)  | Хазенашица Дубравка |
| 2012.   | Непобедиво срце (серија)            |                     |
| 2014.   | Самац у браку (серија)              |                     |
| 2015.   | Једне летње ноћи (серија)           | Мађарица            |
| 2020-е▲ |                                     |                     |
| 2020.   | Случај породице Бошковић (серија)   |                     |